# 106
106 (CVI) var ett normalår som började en torsdag i den julianska kalendern.

## Händelser

### Okänt datum
- Trajanus besegrar kung Decebalus av Dakien (i nuvarande Rumänien), varvid Dakien blir en romersk provins.
- Petra (i nuvarande Jordanien) blir en del av det Romerska riket.
- Aelianus skriver sitt verk Taktike Theoria (troligen detta år).
- Arabia Petraea blir en romersk provins.
- Sedan Evaristus har avlidit väljs Alexander I till påve (detta år, 107 eller 109).
- Primus tillträder som patriark i Alexandria.
- Han Hedi efterträds av Han Shangdi som kejsare inom den östra Handynastin, vilket gör detta till det enda året i yanping-eran.
- Han Shangdi efterträds av Han Andi inom Handynastin.

## Avlidna
- Evaristus, påve sedan 97, 98, 99, 100 eller 101 (död detta år, 107 eller 109)
- Han Hedi, kejsare av den östkinesiska Handynastin
- Augusti eller september – Han Shangdi, kejsare av den östkinesiska Handynastin